# Shai Maestro

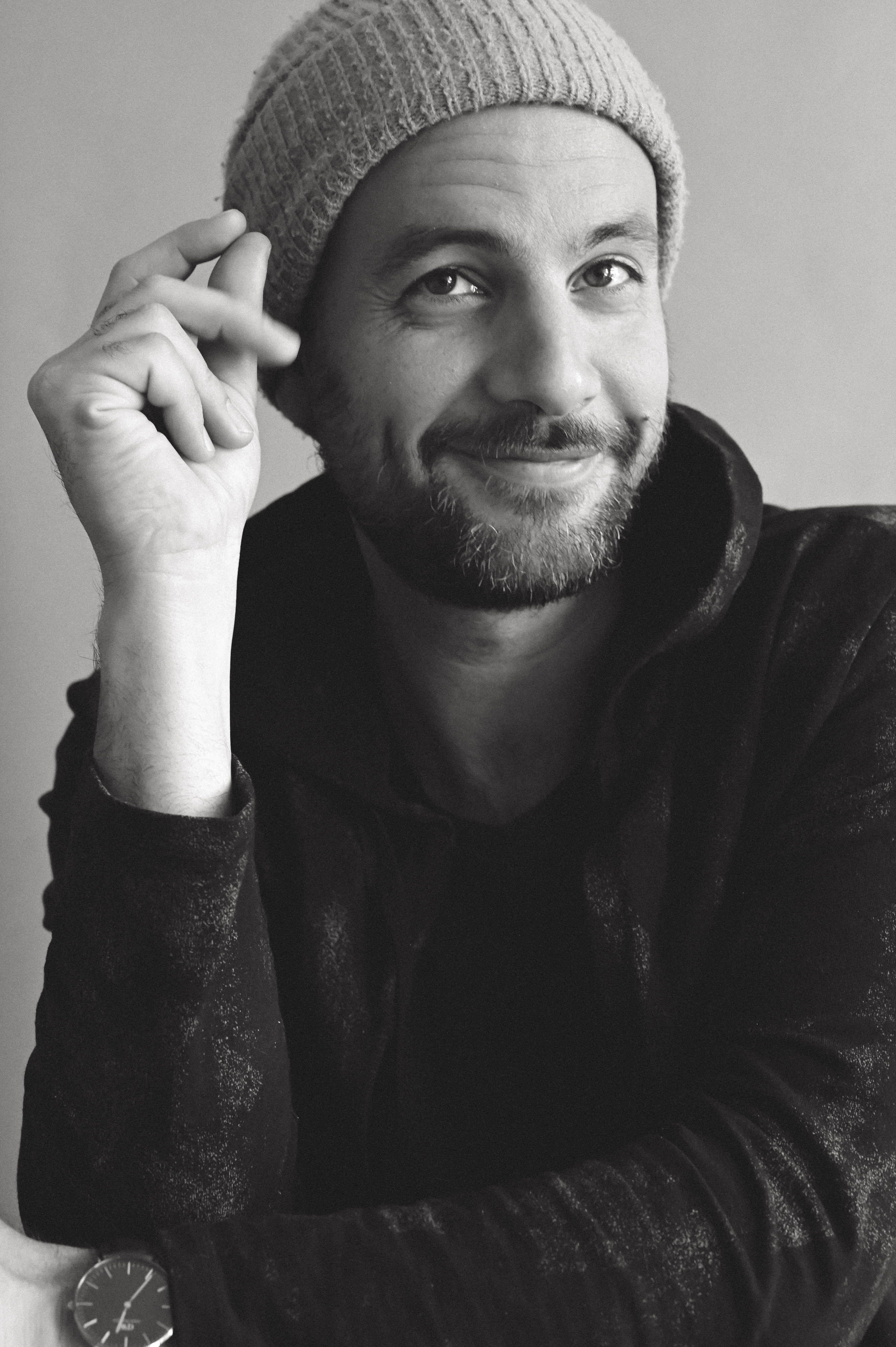
Shai Maestro (2023)

Shai Maestro (* 5. Februar 1987) ist ein israelischer Pianist, Komponist und Arrangeur des Modern Jazz. Erste Bekanntheit erlangte er durch die Zusammenarbeit mit Avishai Cohen.

## Leben und Wirken
Shai Maestro begann mit fünf Jahren Klavier zu spielen und kam bereits in seiner Kindheit mit Jazz in Kontakt. Später besuchte er die Thelma Yellin High School of Performing Arts in Giv’atajim und das Berklee College of Music. Im Anschluss baute er seine Fähigkeiten in Jazz-Piano, Komposition und klassischem Klavier an der Musikakademie in Jerusalem aus. Außerdem bildete er sich in Indischer Musik fort und lernte auf der Tabla zu trommeln. Während seiner Zeit als Schüler und Student erhielt er zahlreiche Stipendien.
Maestro schloss sich 2006 dem Musiker Avishai Cohen an und spielte auf vier Musikalben und zahlreichen internationalen Konzerten von ihm Klavier. 2010 gründete Maestro mit dem israelischen Schlagzeuger Ziv Ravitz und dem peruanischen Bassisten Jorge Roeder als Bandleader in New York City das Shai Maestro Trio. 2011 entschied Maestro, sich auf das eigene Trio zu konzentrieren, und trat aus Cohens Band aus. 2020 erweiterte er sein Trio mit dem Trompeter Philip Dizack zum Quartett.

## Preise und Auszeichnungen
2025 erhielt Maestro in Stuttgart den erstmals verliehenen Wolfgang Dauner Award.

## Diskografische Hinweise

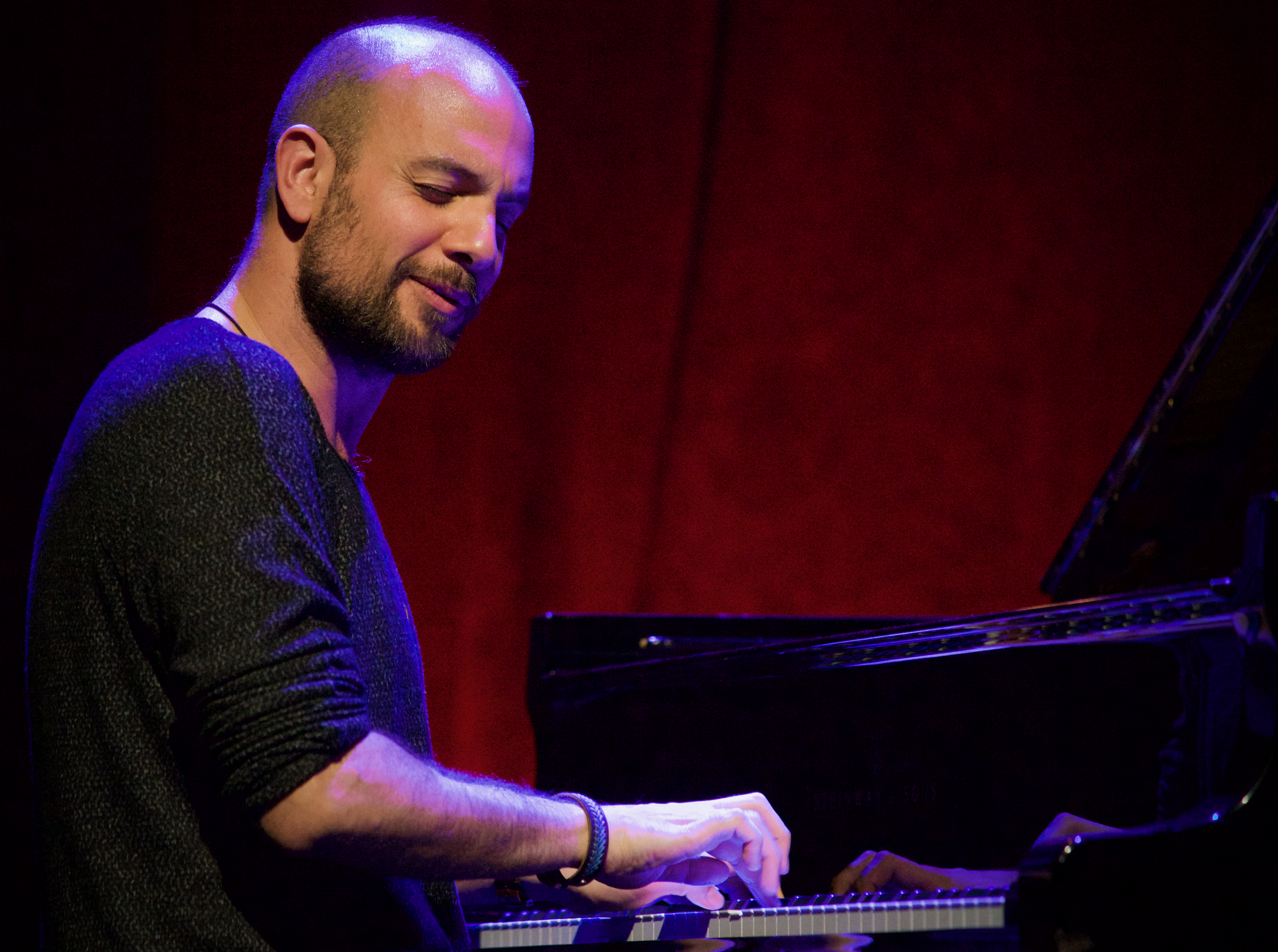
Shai Maestro (2019)

- Shai Maestro Trio (Laborie Jazz 2012)
- The Road to Ithaca (Laborie Jazz 2013)
- Untold Stories (Motéma Music 2015)
- The Stone Skipper (Sound Surveyor 2016)
- The Dream Thief (ECM 2018)
- Human (ECM 2021, mit Philip Dizack, Jorge Roeder, Ofri Nehemya)
- Solo: Miniatures & Tales (2025)

als Sideman
- Avishai Cohen Trio Gently Disturbed (Razdaz Recordz, 2008)
- Avishai Cohen Sensitive Hours (Razdaz Record, 2008)
- Avishai Cohen Aurora (EMI / Blue Note Records 2009)
- Avishai Cohen Seven Seas (EMI / Blue Note Records 2011)
- Theo Bleckmann: Elegy (ECM 2017)